# Fou De Toi
Fou De Toi ("Galen i dig" på franska) är ett svenskt popband från Stockholm som består av Erik Hääger, Johan Malmberg och Daniel "Kusowsky" Radle. Medlemmarna härstammar från Karlshamn i Blekinge och är sedan 2012 kontrakterade till musikförlaget Warner/Chappell.
Bandet har bland annat samarbetat med Olle Blomström (även känd som Faråker), som producerat och mixat några av deras tidigare alster. Blomström brukar även medverka som pianist när Fou De Toi uppträder live. All musik som Fou De Toi har släppt har givits ut via deras eget skivbolag. Låtarna Pick Up Your Phone och Dreams har spelats en hel del på Sveriges Radio.
I februari 2015 utsågs de till Sveriges sexigaste band, enligt en internationell undersökning gjord av Spotify.

## Utgivningar
- The Impossible Thrill (2011)
- Pick Up Your Phone (2012)
- Heartless (2013)
- Fall Out (2013)
- Dreams (2014)
- Island (2014)
- Don't Know What to Do (2016)
- Only in My Head (2016)

## Kuriosa
Frontfiguren Erik Hääger har ett förflutet som basist i bandet Carolina Liar.